# Open Library
Open Library este un proiect online destinat creării „unei singure pagini web pentru fiecare carte publicată vreodată”. Creat de Aaron Swartz, Brewster Kahle, Alexis Rossi, Anand Chitipothu și Rebecca Malamud, Open Library este un proiect al Internet Archive, o organizație nonprofit. A fost finanțat în parte din subvenții de la Biblioteca de Stat din California și Fundația Kahle / Austin. Open Library oferă acces online la multe cărți aflate în domeniul public și la cărți care nu mai sunt tipărite.

## Baza de date
Informațiile sale despre cărți sunt colectate din Biblioteca Congresului, alte biblioteci și de pe Amazon.com, precum și din contribuțiile utilizatorilor printr-o interfață similară Wiki. Dacă cărțile sunt disponibile sub formă digitală, lângă butonul catalogat apare un buton etichetat "Citiți". De asemenea, sunt furnizate legături unde cărțile pot fi cumpărate sau împrumutate.
În baza de date există diferite intrări:
- autori
- lucrări (care sunt totalul tuturor cărților cu același titlu și text)
- ediții (care sunt diferitele publicații ale lucrărilor corespunzătoare)

Open Library susține că are 6 milioane de autori și 20 de milioane de cărți (nu lucrări) și aproximativ un milion de cărți din domeniu public disponibile sub forma de cărți digitalizate. Zeci de mii de cărți moderne au fost puse la dispoziție de la patru  și apoi de la 150 de biblioteci și editori  pentru împrumuturi digitale în ebook. Alte cărți, inclusiv cărțile imprimate și cu drepturi de autor, au fost scanate din exemplare din colecțiile bibliotecilor, promoții ale bibliotecilor și donații și sunt, de asemenea, distribuite în format digital.

## Informații tehnice
Open Library a început în 2006, cu Aaron Swartz ca inginer inițial și conducătorul echipei tehnice a Open Library.  Proiectul a fost condus de George Oates din aprilie 2009 până în decembrie 2011.  Oates a fost responsabil pentru o reproiectare completă a site-ului în timpul mandatului său.  În 2015, proiectul a fost continuat de Giovanni Damiola și apoi de Brenton Cheng și Mek Karpeles în 2016.
Site-ul a fost reproiectat și relansat în mai 2010. Codul său de bază este pe GitHub. Site-ul folosește Infobase, propriul cadru de baze de date bazat pe PostgreSQL și Infogami, propriul motor Wiki scris în Python .  Codul sursă al site-ului este publicat sub licență publică generală Affero GNU.

## Cărți pentru orbi
Site-ul a fost relansat adăugând conformitatea ADA și oferind peste 1 milion de cărți moderne și mai vechi pentru orbi în mai 2010 folosind DAISY Digital Talking Book. Conform anumitor dispoziții din legea drepturilor de autor din Statele Unite, bibliotecile sunt uneori capabile să reproducă opere protejate de drepturi de autor în formate accesibile utilizatorilor cu dizabilități. 

## Încălcarea drepturilor de autor
Începând cu februarie 2019, Open Library a fost acuzată de încălcarea în masă a drepturilor de autor, prin distribuirea sistematică a cărților tipărite, cu drepturi de autor, de către American Authors Guild, Societatea Britanică a Autorilor,  Societatea Australiană a Autorilor,  Science Fiction and Fantasy Writers of America,  Union National Writers Union  și de o coaliție de 37 de organizații naționale și internaționale de „scriitori, traducători, fotografi și artiști grafici;, organizații și federații reprezentând creatorii de lucrări incluse în cărțile publicate; editori de carte și drepturi de reproducere și organizații pentru drepturi de creditare publice."  Societatea Autorilor din Marea Britanie a amenințat cu acțiuni legale, cu excepția cazului în care Open Library ar fi fost de acord să înceteze distribuirea operelor protejate prin drepturi de autor până la 1 februarie 2019.  Autori individuali au raportat că Open Library a ignorat mai multe notificări de retragere DMCA după ce au făcut contestații pe blogul Internet Archive.

## Legături externe
- Site web oficial
- Cărți în limba română pe Open Library (Vezi și căutare după Romanian)
- The Open Library carte audio din domeniul public la LibriVox (Textul discursului susținut de Brewster Kahle, fondatorul Internet Archive, la lansarea Open Library în octombrie 2005)